# Severine Niwemugizi
Severine Niwemugizi (Katoke, 3 de junho de 1956) é um clérigo tanzaniano e bispo católico romana de Rulenge-Ngara.
Severine Niwemugizi recebeu o sacramento da ordenação em 16 de dezembro de 1984.
Em 8 de novembro de 1996, o Papa João Paulo II nomeou-o Bispo de Rulenge. O Arcebispo de Mwanza, Anthony Petro Mayalla, ordenou-o bispo em 16 de fevereiro de 1997; Os co-consagradores foram o Bispo de Kigoma, Paul Ruzoka, e o Bispo de Geita, Aloysius Balina.